# Vågåmo
Vågåmo este o localitate situată în partea de sud a Norvegiei în  comuna Vågå din provincia Innlandet. Este localitatea de reședință a comunei, are cu o suprafață de 1,64 km² și o populație de 1.487 locuitori (2021). Până la data de 1.1.2020 a aparținut provinciei Oppland. Localitatea se află la vărsarea râului Finna în Otta. Biserica din Vågåmo a fost construită în secolul al XVII-lea din lemn pe locul unui lăcaș de cult ce data din secolul al XII-lea. Muzeu local (Jutulheimen Bygdemuseum) ce include clădiri tradiționale din secolele XVII-XIX.